# Anastasiya Yakímova
Anastasiya Yakímova (en bielorruso: Настасся Аляксееўна Якімава, romanizado: Nastásia Aliakséyeuna Yakímava; en ruso: Анастасия Алексеевна Екимова, romanizado: Anastasiya Alekséyevna Yekímova; Minsk, Unión Soviética, 1 de noviembre de 1986) es una tenista de Bielorrusia. Ella llegó a la tercera ronda del Abierto de Australia 2007, derrotando a Ai Sugiyama de Japón, una jugadora cabeza de serie, en el camino en la segunda ronda.

## Títulos

### WTA

#### Dobles (2)
| Leyenda: Antes de 2009 | Leyenda: A partir de 2009 |
| ---------------------- | ------------------------- |
| Grand Slam (0)         |                           |
| WTA Championships (0)  |                           |
| Tier I (0)             | Premier Mandatory (0)     |
| Tier II (0)            | Premier 5 (0)             |
| Tier III (1)           | Premier (0)               |
| Tier IV & V (1)        | International (0)         |

| N.º | Fecha                | Torneos  | Superficie | Pareja                | Oponentes                             | Resultado        |
| --- | -------------------- | -------- | ---------- | --------------------- | ------------------------------------- | ---------------- |
| 1.  | 27 de mayo de 2006   | Estambul | Arcilla    | Alyona Bondarenko     | Sania Mirza Alicia Molik              | 6-2, 6-4         |
| 2.  | 1 de octubre de 2007 | Tashkent | Dura       | Ekaterina Dzehalevich | Tatiana Poutchek Anastassia Rodionova | 2-6, 6-4, [10-7] |

#### Finales (1)
| N.º | Fecha                 | Torneos | Superficie | Pareja       | Oponentes                         | Resultado   |
| --- | --------------------- | ------- | ---------- | ------------ | --------------------------------- | ----------- |
| 1.  | 21 de febrero de 2010 | Bogotá  | Arcilla    | Olga Savchuk | Gisela Dulko Edina Gallovits-Hall | 2-6, 6-7(8) |